# Johannes Sambucus
János Zsámboky, de son nom savant Johannes Sambucus, né le 1er juin 1531 à Tyrnau (Trnava, Nagyszombat), aujourd'hui situé en République de Slovaquie, et mort le 13 juin 1584 à Vienne, est un médecin, philologue, humaniste, historien, poète, collectionneur d'œuvres d'art, de manuscrits, bibliophile et mécène hongrois.  
On trouve également son nom orthographié : Johann Sambucus, Joannes Sambucus, Joannes Bochius, Ioes Sabucus, Sambuci, Zsámboki, Iehan Sambucus, Ján Sambucus, Jean Sambucus, Johannes Pannonicus Sambucus.

## Biographie
À partir de 1542, il commence des études de philologie à Vienne, puis à Leipzig, Wittenberg, Ingolstadt, Strasbourg et Paris. Il étudie les langues anciennes, le droit, l'histoire et la philosophie. Il est particulièrement influencé par les textes de Platon. En 1551 il devient maître en philosophie à l'université de la Sorbonne.
De 1558 à 1564 ses voyages le mènent à Venise, Padoue, Gênes, Naples, Milan, Gand et Anvers. À l'université de Padoue, il commence des études de médecine, obtient sa licence en 1555 et s'établit comme médecin à Vienne, qui était alors un centre de la vie scientifique et culturelle de Hongrie. 
C'est au cours de son voyage italien que Sambucus découvre un genre qui fait alors fureur, le livre d'emblèmes. Pour ce poète latiniste féru d'antiquité, c'est la forme idéale pour exprimer son talent poétique et artistique. En 1564 paraît la première édition de ses Emblemata, suivie immédiatement par cinq rééditions qui lui valent une réputation internationale comme maître du genre. C'est le premier écrivain hongrois dont les œuvres sont traduites en français et en anglais. 

## Postérité
L'artiste plasticien français Philippe Guesdon a consacré une part importante de ses recherches à la relecture des gravures sur bois illustrant les Emblemata de Sambucus.